# Coppa del Mondo di sci di fondo 2022
La Coppa del Mondo di sci di fondo 2022 è stata la quarantesima edizione della manifestazione organizzata dalla Federazione Internazionale Sci; è iniziata il 26 novembre 2021 a Kuusamo, in Finlandia, e si è conclusa il 13 marzo 2022 a Falun, in Svezia. Durante la stagione si sono tenuti a Pechino i XXIV Giochi olimpici invernali, non validi ai fini della Coppa del Mondo il cui calendario ha contemplato dunque un'interruzione nel mese di febbraio; in seguito all'invasione dell'Ucraina, dal 1º marzo gli atleti russi e bielorussi sono stati esclusi dalle competizioni.
In campo sia maschile sia femminile sono state disputate 15 delle 21 gare individuali in programma (7 di distanza, 7 sprint, 1 competizione intermedia a tappe) e 2 a squadre (1 staffetta, 1 sprint a squadre), in 11 diverse località; sono state inserite in calendario due gare a squadre miste, disputate durante la tappa di Falun in Svezia.
Tra gli uomini il norvegese Johannes Høsflot Klæbo si è aggiudicato la Coppa del Mondo generale; il finlandese Iivo Niskanen ha vinto la Coppa del Mondo di distanza, il francese Richard Jouve quella di sprint. Il russo Aleksandr Bol'šunov era il detentore uscente della Coppa generale.
Tra le donne la russa Natal'ja Neprjaeva si è aggiudicata la Coppa del Mondo generale; la norvegese Therese Johaug ha vinto la Coppa del Mondo di distanza, la svedese Maja Dahlqvist quella di sprint. La statunitense Jessica Diggins era la detentrice uscente della Coppa generale.

## Uomini

### Risultati
| Data                            | Località                             | Nazione                  | Specialità  | Primo                                                                           | Secondo                                                                   | Terzo                                                                                        |
| ------------------------------- | ------------------------------------ | ------------------------ | ----------- | ------------------------------------------------------------------------------- | ------------------------------------------------------------------------- | -------------------------------------------------------------------------------------------- |
| Ruka Triple                     |                                      |                          |             |                                                                                 |                                                                           |                                                                                              |
| 26 novembre 2021                | Kuusamo                              | Finlandia                | SP TC       | Aleksandr Terent'ev                                                             | Johannes Høsflot Klæbo                                                    | Erik Valnes                                                                                  |
| 27 novembre 2021                | Kuusamo                              | Finlandia                | 15 km TC    | Iivo Niskanen                                                                   | Aleksej Červotkin                                                         | Aleksandr Bol'šunov                                                                          |
| 28 novembre 2021                | Kuusamo                              | Finlandia                | 15 km TL PU | Aleksandr Bol'šunov                                                             | Sergej Ustjugov                                                           | Artëm Mal'cev                                                                                |
| 3 dicembre 2021                 | Lillehammer                          | Norvegia                 | SP TL       | Johannes Høsflot Klæbo                                                          | Thomas Helland Larsen                                                     | Richard Jouve                                                                                |
| 4 dicembre 2021                 | Lillehammer                          | Norvegia                 | 15 km TL    | Simen Hegstad Krüger                                                            | Hans Christer Holund                                                      | Martin Løwstrøm Nyenget                                                                      |
| 5 dicembre 2021                 | Lillehammer                          | Norvegia                 | 4x7,5 km    | Norvegia I Erik Valnes Emil Iversen Simen Hegstad Krüger Johannes Høsflot Klæbo | Russia II Aleksandr Terent'ev Il'ja Semikov Artëm Mal'cev Sergej Ustjugov | Norvegia II Pål Golberg Martin Løwstrøm Nyenget Hans Christer Holund Harald Østberg Amundsen |
| 11 dicembre 2021                | Davos                                | Svizzera                 | SP TL       | Johannes Høsflot Klæbo                                                          | Sergej Ustjugov                                                           | Richard Jouve                                                                                |
| 12 dicembre 2021                | Davos                                | Svizzera                 | 15 km TL    | Simen Hegstad Krüger                                                            | Johannes Høsflot Klæbo                                                    | Sergej Ustjugov                                                                              |
| 18 dicembre 2021                | Dresda                               | Germania                 | SP TL       | Håvard Solås Taugbøl                                                            | Federico Pellegrino                                                       | Lucas Chanavat                                                                               |
| 19 dicembre 2021                | Dresda                               | Germania                 | TS TL       | Norvegia II Thomas Helland Larsen Even Northug                                  | Norvegia I Sindre Bjørnestad Skar Håvard Solås Taugbøl                    | Russia I Aleksandr Bol'šunov Gleb Retivych                                                   |
| 28 dicembre 2021 4 gennaio 2022 | Lenzerheide Oberstdorf Val di Fiemme | Svizzera Germania Italia | Tour de Ski | Johannes Høsflot Klæbo                                                          | Aleksandr Bol'šunov                                                       | Iivo Niskanen                                                                                |
| 14 gennaio 2022                 | Les Rousses                          | Francia                  | SP TL       | annullata                                                                       | annullata                                                                 | annullata                                                                                    |
| 15 gennaio 2022                 | Les Rousses                          | Francia                  | 15 km TL    | annullata                                                                       | annullata                                                                 | annullata                                                                                    |
| 16 gennaio 2022                 | Les Rousses                          | Francia                  | 15 km TC PU | annullata                                                                       | annullata                                                                 | annullata                                                                                    |
| 22 gennaio 2022                 | Planica                              | Slovenia                 | SP TC       | annullata                                                                       | annullata                                                                 | annullata                                                                                    |
| 23 gennaio 2022                 | Planica                              | Slovenia                 | 30 km ST    | annullata                                                                       | annullata                                                                 | annullata                                                                                    |
| 26 febbraio 2022                | Lahti                                | Finlandia                | SP TL       | Johannes Høsflot Klæbo                                                          | Lucas Chanavat                                                            | Sindre Bjørnestad Skar                                                                       |
| 27 febbraio 2022                | Lahti                                | Finlandia                | 15 km TC    | Iivo Niskanen                                                                   | Johannes Høsflot Klæbo                                                    | William Poromaa                                                                              |
| 3 marzo 2022                    | Drammen                              | Norvegia                 | SP TC       | Richard Jouve                                                                   | Wang Qiang                                                                | Lucas Chanavat                                                                               |
| 6 marzo 2022                    | Oslo                                 | Norvegia                 | 50 km TC MS | Martin Løwstrøm Nyenget                                                         | Sjur Røthe                                                                | Didrik Tønseth                                                                               |
| 11 marzo 2022                   | Falun                                | Svezia                   | SP TC       | Richard Jouve                                                                   | Joni Mäki                                                                 | Lucas Chanavat                                                                               |
| 12 marzo 2022                   | Falun                                | Svezia                   | 15 km TL    | Didrik Tønseth                                                                  | Calle Halfvarsson                                                         | Harald Østberg Amundsen                                                                      |
| 18 marzo 2022 20 marzo 2022     | Tjumen'                              | Russia                   | Finali      | annullata                                                                       | annullata                                                                 | annullata                                                                                    |

Legenda:

TC = tecnica classica

TL = tecnica libera

SP = sprint

ST = skiathlon

PU = inseguimento

TS = sprint a squadre

MS = partenza in linea

#### Competizioni intermedie
| Tour de Ski 2021-2022 |                   |                   |                   |                        |                     |                   |
| Data                  | Località          | Nazione           | Specialità        | Primo                  | Secondo             | Terzo             |
| 28 dicembre 2021      | Lenzerheide       | Svizzera          | SP TL             | Johannes Høsflot Klæbo | Richard Jouve       | Lucas Chanavat    |
| 29 dicembre 2021      | Lenzerheide       | Svizzera          | 15 km TC          | Iivo Niskanen          | Aleksandr Bol'šunov | Pål Golberg       |
| 31 dicembre 2021      | Oberstdorf        | Germania          | 15 km TL MS       | Johannes Høsflot Klæbo | Aleksandr Bol'šunov | Sjur Røthe        |
| 1⁰ gennaio 2022       | Oberstdorf        | Germania          | SP TC             | Johannes Høsflot Klæbo | Erik Valnes         | Pål Golberg       |
| 3 gennaio 2022        | Val di Fiemme     | Italia            | 15 km TC MS       | Johannes Høsflot Klæbo | Iivo Niskanen       | Aleksej Červotkin |
| 4 gennaio 2022        | Val di Fiemme     | Italia            | 10 km TL MS       | Sjur Røthe             | Denis Spicov        | Friedrich Moch    |
| Classifica finale     | Classifica finale | Classifica finale | Classifica finale | Johannes Høsflot Klæbo | Aleksandr Bol'šunov | Iivo Niskanen     |
|                       |                   |                   |                   |                        |                     |                   |
| Finali 2022           |                   |                   |                   |                        |                     |                   |
| Data                  | Località          | Nazione           | Specialità        | Primo                  | Secondo             | Terzo             |
| 18 marzo 2022         | Tjumen'           | Russia            | SP TL             | annullata              | annullata           | annullata         |
| 19 marzo 2022         | Tjumen'           | Russia            | 15 km TL MS       | annullata              | annullata           | annullata         |
| 20 marzo 2022         | Tjumen'           | Russia            | 15 km TC PU       | annullata              | annullata           | annullata         |

Legenda:

TC = tecnica classica

TL = tecnica libera

SP = sprint

PU = inseguimento

MS = partenza in linea

### Classifiche

#### Generale
| Pos. | Nome                    | Nazione   | Punti |
| ---- | ----------------------- | --------- | ----- |
| 1    | Johannes Høsflot Klæbo  | Norvegia  | 1375  |
| 2    | Aleksandr Bol'šunov     | Russia    | 878   |
| 3    | Iivo Niskanen           | Finlandia | 744   |
| 4    | Richard Jouve           | Francia   | 614   |
| 5    | Erik Valnes             | Norvegia  | 559   |
| 6    | Didrik Tønseth          | Norvegia  | 527   |
| 7    | Martin Løwstrøm Nyenget | Norvegia  | 501   |
| 8    | Harald Østberg Amundsen | Norvegia  | 493   |
| 9    | Pål Golberg             | Norvegia  | 489   |
| 10   | Lucas Chanavat          | Francia   | 461   |

#### Distanza
| Pos. | Nome                    | Nazione   | Punti |
| ---- | ----------------------- | --------- | ----- |
| 1    | Iivo Niskanen           | Finlandia | 493   |
| 2    | Aleksandr Bol'šunov     | Russia    | 418   |
| 3    | Johannes Høsflot Klæbo  | Norvegia  | 413   |
| 4    | Martin Løwstrøm Nyenget | Norvegia  | 399   |
| 5    | Didrik Tønseth          | Norvegia  | 383   |

#### Sprint
| Pos. | Nome                   | Nazione  | Punti |
| ---- | ---------------------- | -------- | ----- |
| 1    | Richard Jouve          | Francia  | 568   |
| 2    | Johannes Høsflot Klæbo | Norvegia | 562   |
| 3    | Lucas Chanavat         | Francia  | 461   |
| 4    | Federico Pellegrino    | Italia   | 330   |
| 5    | Håvard Solås Taugbøl   | Norvegia | 324   |

## Donne

### Risultati
| Data                            | Località                             | Nazione                  | Specialità  | Prima                                                                            | Seconda                                                      | Terza                                                                         |
| ------------------------------- | ------------------------------------ | ------------------------ | ----------- | -------------------------------------------------------------------------------- | ------------------------------------------------------------ | ----------------------------------------------------------------------------- |
| Ruka Triple                     |                                      |                          |             |                                                                                  |                                                              |                                                                               |
| 26 novembre 2021                | Kuusamo                              | Finlandia                | SP TC       | Maja Dahlqvist                                                                   | Johanna Hagström                                             | Maiken Caspersen Falla                                                        |
| 27 novembre 2021                | Kuusamo                              | Finlandia                | 10 km TC    | Frida Karlsson                                                                   | Therese Johaug                                               | Katharina Hennig                                                              |
| 28 novembre 2021                | Kuusamo                              | Finlandia                | 10 km TL PU | Therese Johaug                                                                   | Frida Karlsson                                               | Heidi Weng                                                                    |
| 3 dicembre 2021                 | Lillehammer                          | Norvegia                 | SP TL       | Maja Dahlqvist                                                                   | Jessica Diggins                                              | Tiril Udnes Weng                                                              |
| 4 dicembre 2021                 | Lillehammer                          | Norvegia                 | 10 km TL    | Frida Karlsson                                                                   | Therese Johaug                                               | Rosie Brennan                                                                 |
| 5 dicembre 2021                 | Lillehammer                          | Norvegia                 | 4x5 km      | Russia I Julija Belorukova Natal'ja Neprjaeva Tat'jana Sorina Veronika Stepanova | Svezia I Emma Ribom Frida Karlsson Ebba Andersson Moa Olsson | Norvegia I Tiril Udnes Weng Heidi Weng Therese Johaug Helene Marie Fossesholm |
| 11 dicembre 2021                | Davos                                | Svizzera                 | SP TL       | Maja Dahlqvist                                                                   | Nadine Fähndrich                                             | Anamarija Lampič                                                              |
| 12 dicembre 2021                | Davos                                | Svizzera                 | 10 km TL    | Therese Johaug                                                                   | Jessica Diggins                                              | Frida Karlsson                                                                |
| 18 dicembre 2021                | Dresda                               | Germania                 | SP TL       | Maja Dahlqvist                                                                   | Jonna Sundling                                               | Anamarija Lampič                                                              |
| 19 dicembre 2021                | Dresda                               | Germania                 | TS TL       | Svezia I Jonna Sundling Maja Dahlqvist                                           | Stati Uniti I Jessica Diggins Julia Kern                     | Slovenia I Eva Urevc Anamarija Lampič                                         |
| 28 dicembre 2021 4 gennaio 2022 | Lenzerheide Oberstdorf Val di Fiemme | Svizzera Germania Italia | Tour de Ski | Natal'ja Neprjaeva                                                               | Ebba Andersson                                               | Heidi Weng                                                                    |
| 14 gennaio 2022                 | Les Rousses                          | Francia                  | SP TL       | annullata                                                                        | annullata                                                    | annullata                                                                     |
| 15 gennaio 2022                 | Les Rousses                          | Francia                  | 10 km TL    | annullata                                                                        | annullata                                                    | annullata                                                                     |
| 16 gennaio 2022                 | Les Rousses                          | Francia                  | 10 km TC PU | annullata                                                                        | annullata                                                    | annullata                                                                     |
| 22 gennaio 2022                 | Planica                              | Slovenia                 | SP TC       | annullata                                                                        | annullata                                                    | annullata                                                                     |
| 23 gennaio 2022                 | Planica                              | Slovenia                 | 15 km ST    | annullata                                                                        | annullata                                                    | annullata                                                                     |
| 26 febbraio 2022                | Lahti                                | Finlandia                | SP TL       | Jonna Sundling                                                                   | Emma Ribom                                                   | Maja Dahlqvist                                                                |
| 27 febbraio 2022                | Lahti                                | Finlandia                | 10 km TC    | Therese Johaug                                                                   | Natal'ja Neprjaeva                                           | Krista Pärmäkoski                                                             |
| 3 marzo 2023                    | Drammen                              | Norvegia                 | SP TC       | Maiken Caspersen Falla                                                           | Jonna Sundling                                               | Anamarija Lampič                                                              |
| 5 marzo 2022                    | Oslo                                 | Norvegia                 | 30 km TC MS | Therese Johaug                                                                   | Krista Pärmäkoski                                            | Jonna Sundling                                                                |
| 11 marzo 2022                   | Falun                                | Svezia                   | SP TC       | Jonna Sundling                                                                   | Anamarija Lampič                                             | Maja Dahlqvist                                                                |
| 12 marzo 2022                   | Falun                                | Svezia                   | 10 km TL    | Therese Johaug                                                                   | Jonna Sundling                                               | Jessica Diggins                                                               |
| 18 marzo 2022 20 marzo 2022     | Tjumen'                              | Russia                   | Finali      | annullata                                                                        | annullata                                                    | annullata                                                                     |

Legenda:

TC = tecnica classica

TL = tecnica libera

SP = sprint

PU = inseguimento

ST = skihatlon

TS = sprint a squadre

MS = partenza in linea

#### Competizioni intermedie
| Tour de Ski 2021-2022 |                   |                   |                   |                    |                   |                    |
| Data                  | Località          | Nazione           | Specialità        | Prima              | Seconda           | Terza              |
| 28 dicembre 2021      | Lenzerheide       | Svizzera          | SP TL             | Jessica Diggins    | Mathilde Myhrvold | Anamarija Lampič   |
| 29 dicembre 2021      | Lenzerheide       | Svizzera          | 10 km TC          | Kerttu Niskanen    | Ebba Andersson    | Natal'ja Neprjaeva |
| 31 dicembre 2021      | Oberstdorf        | Germania          | 10 km TL MS       | Jessica Diggins    | Frida Karlsson    | Tat'jana Sorina    |
| 1⁰ gennaio 2022       | Oberstdorf        | Germania          | SP TC             | Natal'ja Neprjaeva | Johanna Hagström  | Johanna Matintalo  |
| 3 gennaio 2022        | Val di Fiemme     | Italia            | 10 km TC MS       | Natal'ja Neprjaeva | Heidi Weng        | Krista Pärmäkoski  |
| 4 gennaio 2022        | Val di Fiemme     | Italia            | 10 km TL MS       | Heidi Weng         | Ebba Andersson    | Delphine Claudel   |
| Classifica finale     | Classifica finale | Classifica finale | Classifica finale | Natal'ja Neprjaeva | Ebba Andersson    | Heidi Weng         |
|                       |                   |                   |                   |                    |                   |                    |
| Finali 2022           |                   |                   |                   |                    |                   |                    |
| Data                  | Località          | Nazione           | Specialità        | Prima              | Seconda           | Terza              |
| 18 marzo 2022         | Tjumen'           | Russia            | SP TL             | annullata          | annullata         | annullata          |
| 19 marzo 2022         | Tjumen'           | Russia            | 10 km TL MS       | annullata          | annullata         | annullata          |
| 20 marzo 2022         | Tjumen'           | Russia            | 10 km TC PU       | annullata          | annullata         | annullata          |

Legenda:

TC = tecnica classica

TL = tecnica libera

SP = sprint

PU = inseguimento

MS = partenza in linea

### Classifiche

#### Generale
| Pos. | Nome               | Nazione     | Punti |
| ---- | ------------------ | ----------- | ----- |
| 1    | Natal'ja Neprjaeva | Russia      | 973   |
| 2    | Jessica Diggins    | Stati Uniti | 793   |
| 3    | Ebba Andersson     | Svezia      | 772   |
| 4    | Krista Pärmäkoski  | Finlandia   | 763   |
| 5    | Therese Johaug     | Norvegia    | 735   |
| 6    | Heidi Weng         | Norvegia    | 704   |
| 7    | Kerttu Niskanen    | Finlandia   | 695   |
| 8    | Anamarija Lampič   | Slovenia    | 683   |
| 9    | Jonna Sundling     | Svezia      | 649   |
| 10   | Maja Dahlqvist     | Svezia      | 645   |

#### Distanza
| Pos. | Nome              | Nazione   | Punti |
| ---- | ----------------- | --------- | ----- |
| 1    | Therese Johaug    | Norvegia  | 735   |
| 2    | Frida Karlsson    | Svezia    | 480   |
| 3    | Krista Pärmäkoski | Finlandia | 475   |
| 4    | Ebba Andersson    | Svezia    | 452   |
| 5    | Heidi Weng        | Norvegia  | 424   |

#### Sprint
| Pos. | Nome             | Nazione     | Punti |
| ---- | ---------------- | ----------- | ----- |
| 1    | Maja Dahlqvist   | Svezia      | 638   |
| 2    | Anamarija Lampič | Slovenia    | 506   |
| 3    | Jonna Sundling   | Svezia      | 442   |
| 4    | Jessica Diggins  | Stati Uniti | 351   |
| 5    | Nadine Fähndrich | Svizzera    | 329   |

## Misto

### Risultati
| Data          | Località | Nazione | Specialità | Prima                                                                     | Seconda                                                                      | Terza                                                                    |
| ------------- | -------- | ------- | ---------- | ------------------------------------------------------------------------- | ---------------------------------------------------------------------------- | ------------------------------------------------------------------------ |
| 13 marzo 2022 | Falun    | Svezia  | 4x5 km     | Stati Uniti I Rosie Brennan Zak Ketterson Scott Patterson Jessica Diggins | Finlandia I Kerttu Niskanen Perttu Hyvärinen Iivo Niskanen Krista Pärmäkoski | Norvegia I Heidi Weng Hans Christer Holund Didrik Tønseth Therese Johaug |
| 13 marzo 2022 | Falun    | Svezia  | TS TL      | Svezia I Jonna Sundling Calle Halfvarsson                                 | Norvegia II Tiril Udnes Weng Martin Løwstrøm Nyenget                         | Norvegia I Lotta Udnes Weng Harald Østberg Amundsen                      |

Legenda:

TL = tecnica libera

TS = sprint a squadre